# بابلو إنيغيز
بابلو إنيغيز (بالإسبانية: Pablo Íñiguez)‏ هو لاعب كرة قدم إسباني في مركز الدفاع، ولد في 20 يناير 1994 في برغش في إسبانيا. شارك مع منتخب إسبانيا تحت 17 سنة لكرة القدم ومنتخب إسبانيا تحت 19 سنة لكرة القدم ومنتخب إسبانيا تحت 20 سنة لكرة القدم ومنتخب إسبانيا تحت 21 سنة لكرة القدم. أما مع النوادي، فقد لعب مع رايو فايكانو ونادي جيرونا ونادي فياريال ب ونادي فياريال.

## وصلات خارجية
- بابلو إنيغيز على موقع الاتحاد الأوربي (الإنجليزية)
- بابلو إنيغيز على موقع قاعدة بيانات كرة القدم.إي يو (الإنجليزية)
- بابلو إنيغيز على موقع Soccerway.com (الإنجليزية)
- بابلو إنيغيز على موقع AS.com (الإسبانية)